# Breg pri Sinjem Vrhu
Breg pri Sinjem Vrhu je naselje u slovenskoj Općini Črnomelju. Breg pri Sinjem Vrhu se nalazi u pokrajini Dolenjskoj i statističkoj regiji Jugoistočnoj Sloveniji. 

## Stanovništvo
Prema popisu stanovništva iz 2002. godine naselje je imalo 5 stanovnika.